# کریس دانگرفیلد
کریس دانگرفیلد (انگلیسی: Chris Dangerfield; ۹ اوت ۱۹۵۵ ) بازیکن فوتبال اهل بریتانیا بود.
از باشگاه‌هایی که در آن بازی کرده‌است می‌توان به لاس وگاس کوئیکسیلورز، باشگاه فوتبال ولورهمپتون واندررز، باشگاه فوتبال کاونتری سیتی و باشگاه فوتبال پورت ویل اشاره کرد.
وی همچنین در تیم ملی فوتبال زیر ۲۰ سال انگلستان بازی کرده‌است.